# Kalevi Huuskonen
Kauko Kalevi Huuskonen (Vesanto, 21 de abril de 1932–7 de enero de 1999) fue un deportista finlandés que compitió en biatlón. Ganó tres medallas en el Campeonato Mundial de Biatlón, en los años 1961 y 1962.

## Palmarés internacional
| Campeonato Mundial | Campeonato Mundial      | Campeonato Mundial | Campeonato Mundial |
| Año                | Lugar                   | Medalla            | Prueba             |
| ------------------ | ----------------------- | ------------------ | ------------------ |
| 1961               | Umeå (Suecia)           | Medalla de oro     | Individual         |
| 1961               | Umeå (Suecia)           | Medalla de oro     | Equipo             |
| 1962               | Hämeenlinna (Finlandia) | Medalla de plata   | Equipo             |